# Greatest Remix Hits 3
Greatest Remix Hits 3 er et remixalbum af den australske sangerinde Kylie Minogue. Det blev udgivet af Mushroom Records den 21. august 1998 kun i Australien. Albummet indeholer utilgængelige remixer af sange fra Minogues studiealbums fra 1987 til 1992.

## Sporliste
CD 1
1. "Better the Devil You Know" (Movers and Shakers Mix) – 7:45
2. "The Loco-Motion" (Chugga-Motion Mix) – 7:41
3. "Glad to Be Alive" (7" Mix) – 3:41
4. "The Loco-Motion" (12" Master) – 9:13
5. "Hand on Your Heart" (The Heartache Mix) – 5:22
6. "Step Back in Time" (Harding/Curnow Remix) – 6:46
7. "What Do I Have to Do" (Extended LP Mix) – 8:08
8. "Word Is Out" (Dub 1) – 3:54
9. "No World Without You" (Original 7" Mix) – 2:54
10. "Do You Dare?" (Italia 12" Mix) – 5:21

CD 2
1. "Especially for You" (Original 12" Mix) – 4:59
2. "Wouldn't Change a Thing" (Yo Yo's 12" Mix) – 6:38
3. "Never Too Late" (Oz Tour Mix) – 5:05
4. "Better the Devil You Know" (Dave Ford Remix) – 5:49
5. "Step Back in Time" (Original 12" Mix) – 8:08
6. "One Boy Girl" (12" Mix) – 4:56
7. "Word Is Out" (Summer Breeze 12" Mix) – 7:43
8. "Live and Learn" (Original 12" Mix) – 5:56
9. "Right Here, Right Now" (Tony King 12" Mix) – 7:56
10. "Finer Feelings" (Brothers in Rhythm Dub) – 4:10
11. "Celebration" (Original 7" Mix) – 4:32